# Condado de King George
El condado de King George (en inglés: King George County), fundado en 1720, es uno de 95 condados del estado estadounidense de Virginia. En el año 2000, el condado tenía una población de 16,803 habitantes y una densidad poblacional de 36 personas por km². La sede del condado es King George.

## Geografía
Según la Oficina del Censo, el condado tiene un área total de 487 km² (188 mi²), de la cual 460 km² (177,6 mi²) es tierra y 21 km² (8,1 mi²) (4.15%) es agua.

### Condados adyacentes
- Condado de Charles (Maryland) (norte)
- Condado de Westmoreland (este)
- Condado de Essex (sureste)
- Condado de Stafford (oeste)
- Condado de Carolina (suroeste)

## Demografía
Según la Oficina del Censo en 2000, los ingresos medios por hogar en el condado eran de $49,882, y los ingresos medios por familia eran $55,160. Los hombres tenían unos ingresos medios de $38,600 frente a los $26,350 para las mujeres. La renta per cápita para el condado era de $21,562. Alrededor del 5.60% de la población estaban por debajo del umbral de pobreza.

## Localidades
| - Arnolds Corner - Berthaville - Dahlgren - Dogue - Fairview Beach | - Jersey - King George - Ninde - Owens - Passapatanzy | - Port Conway - Rollins Fork - Sealston - Shiloh - Weedonville |